# Détroit de Vitiaz
Le détroit de Vitiaz est un bras de mer séparant l'île de Nouvelle-Bretagne de la péninsule de Huon en Papouasie-Nouvelle-Guinée.

## Histoire
Le détroit a été exploré par Abel Tasman en 1643 puis cartographié par William Dampier en 1700. Il porte le nom du Vityaz, un navire d'exploration de la Marine impériale russe qui explora la région. Pendant la Seconde Guerre mondiale, le détroit est un point stratégique de la guerre du Pacifique.